# ユースホステル都城
ユースホステル都城（ユースホステルみやこのじょう）は日本ユースホステル協会に加盟していた宮崎県のユースホステル。

## 概要
1973年（昭和48年）11月に開設。民宿と兼営していたが、2014年（平成26年）12月31日付をもって日本ユースホステル協会との契約を終了した。以後は宿泊施設『都城荘』として営業を続けている。
以下は閉館時の状況である。

## 設備
- 特にサイクリングやバイクでの旅人の利用に配慮した運営を目指すホステル
- 日中や閉館時の荷物預かりあり
- 周辺で野鳥の観察可
- 家族やグループで一室利用可
- 周辺にハイキングコースあり
- 周辺に温泉あり
- コインランドリーあり
- 駐車場あり
- シングルルームあり

## 休館
- 12月29日 - 1月6日

## アクセス
- JR九州日豊本線『都城駅』下車、宮崎交通『宮崎駅』行きに乗車約10分『松の元』バス停下車、徒歩1分。